# Шешково
Шешково (мкд. Шешково) је насеље у Северној Македонији, у јужном делу државе. Шешково је насеље у оквиру општине Кавадарци.

## Географија
Шешково је смештено у јужном делу Северне Македоније. Од најближег већег града, Кавадараца, насеље је удаљено 20 km југозападно.
Насеље Шешково се налази у вишем делу области Тиквеш. Село се сместило на североисточним падинама планине Чаве. Источно од насеља протиче Црна река, која је у овом делу преграђена, па је образовано вештачко језеро, Тиквешко језеро. Насеље је положено на приближно 620 метара надморске висине. 
Месна клима је континентална. 

## Становништво
Шешково је према последњем попису из 2002. године имало 4 становника.
Већинско становништво у насељу су етнички Македонци (100%). 
Претежна вероисповест месног становништва је православље.